# Pronuba incognita
Pronuba incognita là một loài bọ cánh cứng trong họ Cerambycidae.